# Коваленко Денис Сергійович
Дени́с Сергі́йович Ковале́нко (* 1991, Харків) — український спортсмен, веслувальник на байдарках та каное.

## Життєпис
2005 року в Харкові почав займатися греблею.
Навчається в Академії внутрішніх військ МВС України.
З 2012 року представляє ФСК «Хімік» міста Южне (Одеська область).
Червнем 2013 став в складі команди з веслування на байдарках та каное став бронзовим призером чемпіонату Європи у Португалії, пропустивши збірні Білорусі та Румунії.
Українська команда виступала у такому складі: Віталій Вергелес, Коваленко Денис, Камерилов Денис та Едуард Шеметило.
У серпні 2015 року в Мілані на чемпіонаті світу з веслування на байдарках і каное Віталій Вергелес, Денис Камерилов, Денис Коваленко та Едуард Шеметило вибороли срібну медаль